# Anthodioctes sanmartinensis
Anthodioctes sanmartinensis är en biart som beskrevs av Urban 2004. Anthodioctes sanmartinensis ingår i släktet Anthodioctes och familjen buksamlarbin. Inga underarter finns listade i Catalogue of Life.